# Удришская волость
Удришская волость (латыш. Ūdrīšu pagasts) — одна из 26 территориальных единиц Краславского края Латвии. Граничит с городом Краслава, Краславской, Извалтской, Комбульской и Каплавской волостями своего края, а также с Салиенской и Науенской волостями Даугавпилсского края. Административным центром волости является село Аугсткалне.

## Населенные пункты
- среднее село Аугсткалне — 496 жителей
- среднее село Боровка — 154 жителя
- среднее село Тартакс — 141 житель
- среднее село Краславас стация (железнодорожная станция Краславы) — 118 жителей
- малое село Приносини — 10 жителей